# شیگکی کوراتا
شیگکی کوراتا (انگلیسی: Shigeki Kurata؛ زادهٔ ۲۲ ژوئن ۱۹۷۲) بازیکن فوتبال اهل ژاپن است.
از باشگاه‌هایی که در آن بازی کرده‌است می‌توان به باشگاه فوتبال سرزو اوساکا و باشگاه فوتبال آویسپا فوکوئوکا اشاره کرد.